# Mewtwo
Mewtwo (ミュウツー, Myūtsū) é uma criatura oficial da franquia Pokémon, criada pela Nintendo e pela Game Freak. Criado por Ken Sugimori, apareceu pela primeira vez nos jogos de videogame Pokémon Red e Blue e suas seqüencias, e mais tarde apareceu em vários produtos, títulos de spin-off, assim como adaptações de animação da franquia. Masachika Ichimura é o dublador do personagem no Japão, e a versão mais jovem do Pokémon é dublado por Fujiko Takimoto no CD Drama Sound Picture Box: Mewtwo's Origin e Showtaro Morikubo na adaptação em anime. Em Inglês, Jay Goede dublou Mewtwo em Mewtwo Contra-Ataca e no musical Pokémon Live! (no palco é interpretado por Marton Fulop). Para a pós-produção, ele foi creditado sob o pseudônimo de "Philip Bartlett". Dan Green deu voz ao personagem em Mewtwo Returns. A atriz e dubladora japonesa Reiko Takashima retrata um Mewtwo diferente dos outros filmes na sequência especial Mewtwo: Prologue To Awakening e o filme ExtremeSpeed Genesect: Mewtwo Awakens. No Brasil é dublado por Guilherme Briggs (Mewtwo Contra-Ataca) e Cecília Lemes (Pokémon the Movie: Genesect and the Legend Awakened).
Nos jogos de vídeogame, o jogador pode lutar e capturar Mewtwo para batalhar contra outros Pokémon. O jogador descobre mais informações de Mewtwo em Pokémon Red e Blue pela leitura de um diário de pesquisa em um laboratório totalmente arruinado em Cinnabar Island. Os documentos revelam que um cientista solitário passou anos estudando a engenharia genética do descendente de todos os Pokémon, Mew. Mewtwo eventualmente escapou do laboratório depois de provar que era forte o bastante para escapar de seu cárcere.
Mewtwo detém o título de Pokémon mais forte dentre todos. Isso só foi possível com o advento da Geração VI, com as Mega Evolution. Com essa nova forma de evolução, Mewtwo transformava-se em Mewtwo X ou Mewtwo Y, e angariava nas estatísticas gerais o valor de 780. Para efeitos de comparação, Arceus, o "deus do mundo Pokémon" possui em estatísticas 720. Mewtwo atualmente só perde para Mega Rayquaza.
Estudos revelaram que Mewtwo é um Pokémon popular com crianças do sexo masculino mais velhas, que contrastavam com o seu homólogo Mew. Reações à primeira aparição de Mewtwo foram divididas, como colaboradores, tais como o Daily Record, que citou-o como um vilão clichê, enquanto outros, como Animerica e Sight & Sound elogiaram a profundidade do personagem.

## Design e características
O designer de videogames japonês Ken Sugimori criou Mewtwo para a primeira geração de jogos do Pokémon, Red e Green, conhecido fora do Japão como Pokémon Red e Blue. Seu nome, que significa "o segundo Mew", advém da sua história de origem, como uma duplicata geneticamente modificada do Mew original. Até o primeiro filme do Pokémon lançado nos Estados Unidos, Mewtwo raramente era referido como um "clone" em fontes japonesas. Kubo Masakazu, produtor executivo de Mewtwo Contra-Ataca, explicou que era "intencional evitar o uso do termo" Kuron' [clone em japonês]... porque a palavra tem uma sensação bem assustadora". Apesar de ser descendente de Mew, Mewtwo precede diretamente Mew na ordem numerica do Pokédex de Kanto devido à inclusão secreta deste último pelo programador da GameFreak Shigeki Morimoto. Durante uma entrevista, o presidente da Pokémon Company Tsunekazu Ishihara afirmou que era esperado que Mewtwo fosse popular com o público norte-americano, citando a sua preferência por personagens fortes, poderosos.
O seu design é muito diferente em comparação com Mew, pois se parece com um grande felino bípede, com um corpo branco, uma longa cauda e estômago roxo, cabeça semelhante a de um gato, e uma massa de carne que liga o centro da suas costas à sua cabeça por trás de seu pescoço. Sua aparência tem sido comparado a "um enorme cruzamento de gato, esquilo e canguru". Nos jogos originais, Mewtwo pretende ser "o Pokémon mais forte de todos". É do tipo psíquico, usa telecinese para voo e telepatia para falar. Nos combates, ele usa suas habilidades para se proteger ou jogar os adversários para compensar sua falta de velocidade. Caso contrário, ele conserva sua energia até que seja necessário. Ele pode se regenerar, e é capaz de recuperar rapidamente de ferimentos quase fatais. Mewtwo tem 201 centímetros de altura.
Como um personagem nos jogos, Mewtwo raramente fala durante os diálogos, e nas raras ocasiões que assim o faz, se mostra como sendo perverso e interessado em provar de sua própria força. Outras mídias da franquia, particularmente o anime, têm se expandido sobre o personagem. Nas obras, sua voz é predominantemente masculina. Mewtwo, embora consciente do motivo pelo qual ele foi criado, continua questionando ativamente sua própria existência.

## Aparições

### Nos jogos eletrônicos
Sua primeira aparição foi no jogo Pokémon Red & Green, a versão japonesa do RPG, em 1996. Em seguida, aparece como um adesivo no jogo Game Boy Camera em 1998. O jogo foi traduzido para o inglês no mesmo ano, fazendo dele a primeira aparição oficial de Mewtwo nos Estados Unidos. O RPG original chegou no mercado americano alguns meses depois, com o nome Pokémon Red & Blue.
Em Pokémon Red e Blue, o jogador descobre mais detalhes sobre a existência de Mewtwo lendo notas de pesquisa na Pokémon Mansion, em Cinnabar Island. As notas dizem que os cientistas da ilha descobriram um novo Pokémon em uma floresta da Guiana, que chamaram de Mew, e que depois, no dia 6 de fevereiro, deu à luz para uma criatura a quem chamaram de Mewtwo. A Pokédex do jogo diz que Mewtwo foi "criado por um cientista após anos de experimentos terríveis com manipulação genética e engenharia de DNA". Mewtwo revelou-se extremamente poderoso para ser controlado, e destrói o laboratório durante sua fuga. É depois dada ao jogador a oportunidade de capturar Mewtwo na Cerulean Cave (chamado de "Unknown Dungeon" nos jogos originais), que é acessível apenas depois de derrotar os chefes finais do jogo, a Elite Four, e seu líder, Blue. Nos remakes Pokémon FireRed e LeafGreen, este pré-requisito foi ampliado, exigindo que o jogador explore a história mais a fundo e registre informações sobre sessenta espécies de Pokémon antes do acesso à caverna ser concedido. Mewtwo é capturável em Pokémon HeartGold e SoulSilver no mesmo local de antes depois de derrotar todos os líderes de ginásio em Kanto. O personagem foi o foco de uma promoção e conteúdo para download para Pokémon Black e White. Mewtwo aparece em Pokémon X e Y depois de completar a história principal e é um dos vários Pokémon que é capaz de usar a nova mecânica dos jogos, a Mega Evolução, tornando-se ou Mega Mewtwo X ou Mega Mewtwo Y.
Desde sua estreia, Mewtwo tem aparecido em outros jogos da Nintendo. Em Pokémon Stadium e Pokémon Pinball, Mewtwo aparece como um chefe final após todas as competições forem concluídas. Em Pokémon Puzzle League, Mewtwo não só serve apenas como o adversário final, mas também como o antagonista principal responsável pelos eventos do jogo. Outros jogos, como Super Smash Bros. Melee e na série Pokémon Mystery Dungeon têm caracterizado Mewtwo como um personagem desbloqueavel do jogador que deve ser derrotado antes que ele pode ser usado, enquanto jogos como Pokémon Snap caracterizaram o personagem em cameos, aparecendo uma vez quando certas condições foram cumpridas.   Para todas as aparições em que o personagem fala, Mewtwo é dublado por Masachika Ichimura, com exceção de Pokémon Puzzle League, onde ele é dublado por Philip Bartlet, e Super Smash Bros para Nintendo 3DS e Wii U e Ultimate, onde é dublado por Keiji Fujiwara. Originalmente, Mewtwo era planejado para aparecer no Super Smash Bros. para Nintendo 64, porém não foi incluso de última hora. Mas o personagem era tão popular que foi incluso na sequência do jogo, Super Smash Bros. Melee. Mewtwo era planejado para voltar à franquia desde o jogo Brawl, porém voltou como personagem jogável via DLC em Super Smash Bros. para Nintendo 3DS e Wii U em 28 de abril de 2015, embora tenha sido disponibilizado aos membros do Club Nintendo que se registaram ambas as versões em 15 de abril. Nas versões de 3DS e Wii U, seu Final Smash envolve sua transformação em Mega Mewtwo Y e usa o movimento Psystrike. Voltou como personagem desbloqueável em Super Smash Bros. Ultimate, para Nintendo Switch. Uma forma alternativa sua, Shadow Mewtwo, aparece em Pokeén Tournament, cujo ataque especial envolve megaevoluir para Mega Mewtwo X. Sua versão original também é jogável. No jogo de realidade aumentada Pokémon Go,  uma versão de Mewtwo usando a armadura vista em Pokémon: O Primeiro Filme foi disponível em Raids Tier 5 em julho de 2019. Também é jogável em Pokémon Masters como parceiro de Giovanni, que foi introduzido no primeiro Evento Lendário, “Lurking Shadow”. Durante a primeira parte do arco com a Equipe Rocket, “Looming Shadow of Kanto”, o jogador pode obter o Espírito Lendário de Giovanni, que aumenta a raridade do personagem para 6-Star EX, caso o jogador tenha usado previamente os 20 Power-Ups. Isso faz com que Giovanni se torne mais forte e consiga atacar todos os inimigos simultaneamente. Já na segunda parte do arco, “Spreading Shadow”, o jogador pode obter cristais Mewtwo, capazes de fazer o Mewtwo de Giovanni evoluir para Mega Mewtwo Y, que o torna ainda mais forte e substitui o ataque Confusion com Psystrike até o final da batalha. Foi disponibilizado novamente entre 16 de setembro e 15 de outubro de 2021.

### No anime e mídias relacionadas
A primeira aparição de Mewtwo é na abertura da adaptação para anime. Ele também aparece no episódio 63, Battle of the Badge, onde Giovanni, o líder de ginásio e da organização criminosa Equipe Rocket, derrota Garry, rival do protagonista Ash Ketchum, usando Mewtwo coberto de uma armadura eletrônica.
Em seguida, Mewtwo é destaque no filme de animação de 1998, Pokémon: O Primeiro Filme, como o antagonista principal. Foi dublado por Masachika Ichimura em japonês, Philip Bartlett em Inglês, Guilherme Briggs em português no Brasil e Carlos Freixo em Portugal.[carece de fontes?] Um remake do filme foi lançado em 2019 nos cinemas japoneses, com lançamento mundial pela Netflix. Intitulado Pokémon: Mewtwo Strikes Back—Evolution, o filme usa animação 3D CGI. Os dubladores japonês e brasileiro permanecem os mesmos, porém Mewtwo é dublado por Dan Green em inglês e Raúl Constante Pereira em Portugal.[carece de fontes?] No filme, Mewtwo exibia habilidades únicas e poderes invisíveis em outros Pokémon, como esferas de proteção psíquicas, telepatia e outros. No enredo, Mewtwo foi criado pela organização criminosa Equipe Rocket. Depois de Mewtwo destruir o laboratório onde nasceu, Giovanni o convence que pode ajudá-lo a controlar seus poderes, quando na realidade ele quer usá-lo como uma arma. Depois de escapar, ele questiona sua razão de ser e declara vingança contra seus criadores. Para este fim, ele atrai vários treinadores Pokémon, entre eles o protagonista do filme, Ash Ketchum, à sua ilha, a fim de clonar seus Pokémons. Em seguida, Mewtwo obriga os Pokémons originais a combater seus clones para determinar qual deles é superior. Ele também enfrenta sua versão original, Mew. Ash se sacrifica para parar a luta, embora ele seja mais tarde revivido. Mewtwo, Mew, e os clones, em seguida, saem para encontrar um santuário, e o Pokémon lendário apaga a memória dos acontecimentos das pessoas reunidas. Na localização do filme para o público de língua Inglesa, Mewtwo possui personalidade mais arrogante e megalomaníaca. O diretor de localização Norman Grossfield, responsável pelas mudanças, traz que ele acreditava que o público americano precisava de um vilão "claramente mal", em vez de ambíguo.
Porém, a história de Mewtwo foi ampliada. Em setembro de 1999, a Nintendo publicou um CD drama chamado Sound Picture Box Mewtwo, que incluiu The Birth of Mewtwo: Pokémon Drama Radio. O CD drama foi mais tarde adaptado em um prólogo em animação, e foi incluído na versão japonesa e do filme Mewtwo Contra-Ataca, chegando nos Estados Unidos apenas em dezembro de 2001. Mewtwo como criança é dublado em japonês por Fujiko Takimoto para o CD drama e Showtaro Morikubo para o anime, enquanto na versão em Inglês o dublador não é creditado. Na história, Dr. Fuji estava fazendo experimentos com clonagem em uma tentativa de trazer sua filha morta, Amber, de volta a vida. Então, Giovanni o convida para criar um clone geneticamente modificado de Mew, cujo DNA foi encontrado em uma floresta na Guiana. O jovem Mewtwo usa sua telepatia para se tornar amigo de um dos clones de Amber em fase de desenvolvimento. No entanto, o processo de clonagem se comprova instável, e ela acaba morrendo. Para salvar o traumatizado Mewtwo, Fuji apaga suas memórias e o coloca sob sedação até que o desenvolvimento de seu corpo seja concluído, levando aos eventos do filme.
A história do filme foi continuada por Pokémon: Mewtwo Returns, que foi transmitido pela televisão japonesa em dezembro de 2000 e lançado mundialmente em home vídeo e DVD em 2001. Dublado por Dan Green em Inglês e Ichimura reprisando o papel em japonês, Mewtwo e os clones, desde então, encontraram a paz em outra região. No entanto, Giovanni, cujas memórias foram deixados intactas depois do primeiro filme, localiza e persegue Mewtwo. Assistido por Ash e seus companheiros, Mewtwo chega a um acordo com a sua existência e derrota Giovanni, removendo qualquer memória da de sua mente e das mentes de seus soldados, deixando os outros afetados. Quando todos se afastam, Mewtwo sai de seu lugar de origem.
Mewtwo também aparece no musical Pokémon Live!, uma adaptação live action do anime que vem após Pokémon: The First Movie, onde é interpretado por Marton Fulop. Nele, Mewtwo enfrenta uma réplica robótica de si mesmo, MechaMew2, criado por Giovanni e capaz de aprender qualquer ataque usado contra ele. No entanto, depois de aprender a compaixão de Mewtwo, a máquina se rebela e se autodestrói. O especial de televisão de 2006 Pokémon: The Mastermind of Mirage Pokémon apresenta uma versão holográfica de Mewtwo, criada e controlada pelo antagonista da história Dr. Yung. Com a ajuda de um holograma de Mew, Ash e seus companheiros destroem o holograma Mewtwo e derrotam Yung.
Mewtwo também aparece no especial para o anime Mewtwo: Prologue To Awakening e o filme Genesect and The Legend Awakened, dublado pela atriz Reiko Takashima. Na história, Mewtwo tenta proteger Ash, Iris, Cilan, e Eric do furioso exército de Genesect. Este Mewtwo é capaz de Mega Evoluir para Mega Mewtwo Y, referida no filme como "Awakened Form" Mewtwo ( 覚醒した姿 Kakusei-shita Sugata ? ); Mewtwo aparece na minissérie anime Pokémon Origins, que é baseada no enredo dos jogos de vídeogame Pokémon FireRed e LeafGreen. Blue conta para seu rival e protagonista Red que tinha ouvido rumores sobre um Pokémon misterioso. Ele tentou capturá-lo na Cerulean Cave, mas quase morre no processo. Como nos jogos originais, Red vai para a caverna para se encontrar com o Pokémon lendário, mas usa a mecânica da Mega Evolução introduzida em Pokémon X e Y para Mega Evoluir seu Charizard para a luta com Mewtwo, a quem consegue capturar.

### Em adaptações impressas
Mewtwo tem aparecido como um personagem central em vários livros relacionados a franquia Pokémon, incluindo novelizações de Mewtwo Contra-Ataca e Mewtwo Returns, sendo que ambos seguem os acontecimentos dos filmes. Em dezembro de 1999, a Viz Media publicou um livro de imagens infantil I'm Not Pikachu !: Pokémon Tales Movie Special, que retrata crianças com traços de personalidade dos personagens do filme, incluindo Mewtwo. Em maio de 2001, a Viz lançou um segundo livro infantil, Mewtwo's Watching You!, que retrata um Mewtwo tímido assiste com interesse outros Pokémons brincando.
Na série de mangá Pokémon Adventures, a Equipe Rocket cria Mewtwo, mas parte de seu código genético é inserido no líder Ginásio Blaine. Devido ao DNA compartilhado, os dois são incapazes de ser separados por muito tempo sem se tornarem doentes. Mais tarde, outro Pokémon, Entei, é capaz de quebrar a ligação entre os dois, removendo o DNA no braço de Blaine, ao ponto de Mewtwo deixar o local. Ele eventualmente ajuda o personagem principal da série, Red, a lutar contra o líder da Equipe Rocket Giovanni e seu Deoxys. Mewtwo é famoso no mangá por usar uma colher como arma.
Em 1998, Toshihiro Ono foi convidado para escrever uma história detalhando a origem do Mewtwo para coincidir com o lançamento de Mewtwo Contra-Ataca. A história em quadrinhos que teria 52 páginas, apresentado sob a forma de flashback, foi substituída pelo curta-metragem "The Birth of Mewtwo", resultando em pequena conexão entre o trabalho de Ono e o filme. Também foi impressa uma história paralela para Pokémon: The Electric Tale of Pikachu na edição de julho de 1998 da CoroCoro Comic. Nele, o criador de Mewtwo, Dr. Fuji, assume o papel de um treinador de Pokémons totalmente desenvolvidos, enquanto a sua entidade, a Equipe Rocket, testa suas habilidades. Ao descobrir um plano para produzir em massa Mewtwo como uma arma, Fuji encontra o Pokémon e lhe diz para destruir o laboratório e a si mesmo. Mewtwo se recusa, afirmando que não pode prejudicar o cientista, que considera como seu pai. Uma vez capturado pela Equipe Rocket, Fuji diz a Mewtwo que se sentia honrado pela fala, e é morto em seguida. Irritado com a sua morte, Mewtwo destrói o laboratório e foge. No presente, Mewtwo chora em seu sono assim como se sonhasse com os eventos.

## Recepção e Legado
Nos jogos, Mewtwo é consistentemente apontado como um dos adversários mais fortes, e tem sido descrito em Pokémon Red e Blue como sendo "o melhor Pokémon no jogo", bem como "um dos mais raros -. e mais difíceis de capturar ". Justamente porque o personagem possui vários pontos fortes e poucos fracos, a dinâmica da batalha entre jogadores muda, já que que eles precisam desenvolver estratégias apenas para derrotar Mewtwo, ou proibir a sua utilização em competições. Os funcionários da IGN lamentam sua exclusão do Super Smash Bros. Brawl. Uma pesquisa feita pela IGN sobre a não-inclusão de Mewtwo em Brawl mostrou que o público também lamentava, embora eles também o descrevessem como sendo um dos personagens de Super Smash Bros. Melee mais fracos. O jogador profissional de Super Smash Bros. Jason "Mew2King" Zimmerman usa principalmente Mewtwo, embora também use outros personagens na competição. Os Autores Tracey West e Katherine Noll classificaram Mewtwo como o quinto melhor Pokémon Lendário e o sexto melhor Pokémon do mundo. Jeremy Parish po website Polygon criou uma lista com os 73 personagens de Super Smash Bros. Ultimate de "lixo a glorioso", onde critica Mewtwo e o bota na quadragésima posição. Kevin Slackie do Paste listou Mewtwo como um dos melhores Pokémon já feitos, dizendo que conseguiu se manter relevante por quase 20 anos sem a mesma exposição do que Pikachu, o que é uma demonstração do poder do Pokémon mais forte de todos. Gavin Jasper do Den of Geek botou Mewtwo em trigésimo quinto lugar entre os melhores personagens de Super Smash Bros. Ultimate, dizendo que ele era o Akuma dos Pokémon. Mewtwo ficou em segundo lugar na lista da Complex  "Os 50 Melhores Pokemon Até Pokemon Crystal", com Elijah Watson dizendo que "se Mewtwo existe em algum lugar desse mundo, talvez veja a sua posição e nos poupe". Os leitores da IGN votaram Mewtwo como sendo o segundo melhor Pokémon de todos os tempos, recebendo 86% dos votos. Dale Bishir da IBN classificou Mewtwo como o Pokémon que mais impactou a franquia, com sua proiminência sendo visto em todas as partes, como suas duas mega-evolução, seu protagonismo no filme Detective Pikachu, como sendo personagem jogável no Super Smash Bros. e por protagonizar em dois filmes de animação. Steven Bogos do The Scapist classificou Mewtwo como sendo seu Pokémon predileto, sendo sem dúvidas o mais forte dos jogos originais.
O livro Pikachu's Global Adventure: The Rise and Fall of Pokémon observou que Mewtwo é mais popular com crianças do sexo masculino mais velhas, que tendem a ser atraídas por personagens "difíceis ou assustadores"; Mew em contraste foi descrito como oposto, sendo popular com as meninas que tendem a ser atraídas para personagens fofos. Outros livros, como o Media and the Make-believe Worlds of Children, registram comparação semelhante, citando Mewtwo como "o mais agressivo de vista" em comparação com Mew, e enfatizando a importância do contraste para as crianças. O livro Gaming Cultures and Place in Asia-Pacific compara o projeto de Sugimori de Mewtwo ao de filmes japoneses tokusatsu, ou seja, monstros de filmes como de Godzilla, do ano de 1954, na criação de "silhuetas monstruosas ainda familiares (...) que cortam o espectador com seus olhos e expressões".
Na recepção para a mídia estendida da franquia Pokémon, Mewtwo tem sido comparado ao monstro de Frankenstein como um nascer de meios artificiais e se descontenta com o tal fato. O Secretário de Teologia da Igreja da Inglaterra Anne Richards descreveu Mewtwo como representando uma "parábola sobre a inutilidade da força", e elogiou o caráter para a indicação do valor cristão de redenção. Outras reações têm sido mistas. Embora tenha sido citado como um "vilão complexo e convincente" por alguns críticos, o seu objetivo de dominar o mundo foi recebido como um traço compartilhado por "...todos os vilões de Anime...", e comparado a um vilão de James Bond pelo Daily Record.
No entanto, Animerica elogiou Mewtwo como um personagem com "profundidade filosófica", bem como por servir como "um adversário de poder quase infinito e malícia genuína" que faltava na série de animação. Ken Hollings da Sight & Sound descreveu Mewtwo como "pensativo, articulador e vingativo, onde outros Pokémon permanecem como bolhas de energia brilhantes sem palavras", e "Como um irmão mais velho conturbado, Mewtwo representa uma experiência mais madura". O Anime Classics Zettai !: 100 Must-See Japonese Animation Masterpieces elogiou o personagem como o melhor vilão da série de filmes Pokémon, e um dos melhores elementos do filme Mewtwo Contra-Ataca. O Los Angeles Times citou seu comportamento como um ponto de humor em relação à sua aparência como um "personagem decididamente felino."
A imagem de Mewtwo é utilizada para a mercadoria relacionada com a franquia Pokémon, que inclui brinquedos, escovas de dentes para crianças e uma peça de jogo para uma versão de Monopoly do Pokémon. Várias figuras de ação foram feitas, como uma figura articulada feita pela Hasbro em 2006, que incluiu acessórios para recriar seus ataques "Hyper Beam" e "Screen Light", e uma estatueta com fala de seis polegadas de altura feita pela Jakks Pacific, como parte de uma série para comemorar o arco do anime, Battle Frontier. Itens comercializados para adultos que caracterizam Mewtwo, como camisetas, também foram vendidos e distribuídos pela Nintendo. A nação da Ilha de Niue lançou uma moeda de um dólar que caracteriza o personagem como parte de uma promoção comemorativa para a franquia Pokémon, com Mewtwo de um lado e brasão da nação de armas sobre o outro. Mewtwo também aparece no bombordo do jato jumbo Boeing 747 personalizado da All Nippon Airways, ao lado de Mew.